# Behexen
Behexen – fińska grupa blackmetalowa utworzona w 1994 roku. Założycielami zespołu są: wokalista - Hoath Torog, perkusista - Horns i gitarzysta - Reaper. W swoich utworach muzycy poruszają tematykę skrajnie satanistyczną. Obecnie zespół związany jest z wytwórnią Hammer of Hate i ma na swoim koncie cztery albumy studyjne.

## Historia
Historia Behexen sięga 1994 roku, kiedy Torog, Horns i Reaper założyli grupę początkowo zwaną LOTLH (skrót od Lords of the Left Hand). Rok później ukazało się pierwsze demo zatytułowane Reality is in Evil, wydane nakładem 100 kopii. W tym samym składzie zespół nagrał kolejne dwa dema: Eternal Realm w 1995 oraz Blessed Be The Darkness w 1998, które ukazały się pod nazwą zmienioną na Behexen. Po ich nagraniu zespołem zainteresował się fiński wydawca Sinister Figure, z którym muzycy podpisali kontrakt na debiutancki album. Rituale Satanum ukazał się w 2000 roku, jednak grupa nie była zadowolona ze współpracy z wytwórnią co zmusiło muzyków do poszukiwania nowego wydawcy. Ponieważ zespół musiał odczekać trzy lata do wygaśnięcia kontraktu z Sinister Figure, drugi album ukazał się dopiero w 2004 roku z pomocą Woodcut Records. W tym czasie do zespołu dołączył gitarzysta Pertti "Veilroth" Reponen (znany m.in. z Alghazanth). Drugi album nosi tytuł By the Blessing of Satan. Przed wydaniem kolejnej płyty zespół zmienił wydawcę na Hammer of Hate, fińską wytwórnię współpracującą z zespołami blackmetalowymi. 8 lutego 2008 ukazał się trzeci album zespołu My Soul for His Glory.

## Muzycy
| - Marko "Hoath Torog" Saarikalle – śpiew (od 1996) - Ville "Shatraug" Pystynen – gitary (od 2009) - Ossi "Lord Sargofagian" Mäkinen – gitara basowa (od 2009) - Wraath – gitary (od 2009) - Jani "Horns" Rekola – perkusja (od 1996) | - Reaper – gitary, gitara basowa (1996-1998, 2004-2009) - Lunatic – gitara basowa (1998-2004) - Gargantum – gitary (1998-2009) - Pertti "Veilroth" Reponen – gitary, gitara basowa (1999-2004) |

## Dyskografia
| Albumy studyjne - Rituale Satanum (2000, Sinister Figure) - By the Blessing of Satan (2004, Woodcut Records) - My Soul for His Glory (2008, Hammer of Hate) - Nightside Emanations (2012, Demebur Morti) Splity - Horna / Behexen (2004, z grupą Horna, Autistiartili Records) - Behexen / Satanic Warmaster (2008, z grupą Satanic Warmaster, Hammer of Hate) | Dema - Reality is in Evil (1995, wydanie własne, jako Lords of the Left Hand) - Eternal Realm (1997, wydanie własne) - Blessed Be the Darkness (1998, wydanie własne) Inne - From the Devil's Chalice (2008, boxed set, Woodcut Records) |